# استخردا
استگردا (به هلندی: Steggerda) یک منطقهٔ مسکونی در هلند است که در وست‌استلینگ‌ورف واقع شده‌است. استگردا ۱٬۰۴۹ نفر جمعیت دارد.